# ラモン・アルバレス
ラモン・アルバレス（Ramón Alvarez、1986年8月9日 - ）は、メキシコのプロボクサー。ハリスコ州グアダラハラ出身。
弟は世界4階級制覇王者のサウル・アルバレス、兄は元WBA世界スーパーウェルター級王者のリゴベルト・アルバレスと元スーパーライト級世界ランカーのリカルド・アルバレスは兄。

## 来歴
2014年9月27日、NABO北米スーパーウェルター級王者でフリオ・セサール・チャベス・ジュニアの弟であるオマール・チャベスと対戦し、10回3-0（2者が96-94、98-92）の判定勝ちを収め王座を獲得した。
2014年11月29日、元WBA世界スーパーライト級王者のビビアン・ハリスとIBF北米スーパーウェルター級王座決定戦を行い、7回44秒KO勝ちを収め王座を獲得した。
2016年1月30日、ジェームス・ウィンチェスターとNABF北米スーパーウェルター級王座決定戦を行い、9回2分16秒TKO勝ちを収め王座を獲得した。
2016年8月13日、アントニオ・マルガリートとNABO北米スーパーウェルター級王座決定戦を行い、10回1-2（95-94、2者が92-97）の判定負けを喫し2年振りの返り咲きとはならなかった。
2017年4月29日、オマール・チャベスと第2戦を行い、2回2分5秒TKO負けを喫した。
2018年11月17日、カンザス州マルベインのカンザス・スター・カジノ内カンザス・スター・アリーナで元WBA世界ライト級王者のブランドン・リオスと対戦し、9回38秒TKO負けを喫した。
2019年8月31日、ミネアポリスのミネアポリス・アーモリーで元WBA
スーパー・IBF世界スーパーウェルター級王者のエリスランディ・ララとWBA世界スーパーウェルター級王座決定戦を行うはずだったが、前日計量でアルバレスがスーパーウェルター級の規定体重である154ポンドを4.6ポンド超過の158.6ポンドを計測し失格となりララが勝てば王座獲得となる条件で試合は行われ、2回2分3秒TKO負けを喫した。
2021年6月19日、オマール・チャベスと3度目の対戦を行い、8回3-0（80-72、80-73、79-73）の判定勝ちを収めた。

## 獲得タイトル
- ハリスコ州ウェルター級王座
- WBC全米ウェルター級シルバー王座
- NABO北米スーパーウェルター級王座
- IBF北米スーパーウェルター級王座
- NABF北米スーパーウェルター級王座
- WBOインターナショナルミドル級王座